# Râul Crestătura
Râul Crestătura este un curs de apă, afluent al Râului Mare. 